# Мопті
Мопті (фр. Mopti) — місто в центральній частині Малі.

## Історія
Місто було засноване в XIX столітті, хоча заселення островів почалося набагато раніше. У зв'язку з обмеженістю площі земель Мопті дуже щільно забудований, у порівнянні з іншими містами Малі тут переважає багатоповерхова забудова. Спочатку острів був набагато меншим, ніж сьогодні, перші дамби, що зв'язують з іншими островами, почали з'являтися на початку XX століття. Райони навколо і між островів були поступово заповнені і підняті, переважно шляхом трамбування побутового сміття, цей процес триває і досі на західних околицях «Старого міста». В 2002 році Мопті був одним з міст Малі, які приймали Кубок Африканських націй. Для цієї події був побудований великий сучасний стадіон.
Четвертий президент Малі, Амаду Тумані Туре, — уродженець Мопті.

## Географія
Розташований на злитті річок Нігер і його притоки Бані, приблизно за 460 км на північний схід від Бамако, на висоті 278 м над рівнем моря. Адміністративний центр однойменної області. Місто розташоване на трьох островах, відомих як «Старе місто», «Нове місто» і «Бані», тому іноді його називають «Венеція Малі».

### Клімат
Місто знаходиться у зоні, котра характеризується кліматом тропічних пустель. Найтепліший місяць — травень із середньою температурою 34.4 °C (94 °F). Найхолодніший місяць — січень, із середньою температурою 23.9 °С (75 °F).
| Клімат Мопті            | Клімат Мопті | Клімат Мопті | Клімат Мопті | Клімат Мопті | Клімат Мопті | Клімат Мопті | Клімат Мопті | Клімат Мопті | Клімат Мопті | Клімат Мопті | Клімат Мопті | Клімат Мопті | Клімат Мопті |
| Показник                | Січ.         | Лют.         | Бер.         | Квіт.        | Трав.        | Черв.        | Лип.         | Серп.        | Вер.         | Жовт.        | Лист.        | Груд.        | Рік          |
| Абсолютний максимум, °C | 38           | 43           | 43           | 45           | 48           | 46           | 42           | 43           | 42           | 44           | 40           | 38           | 48           |
| Середній максимум, °C   | 30           | 33           | 36           | 38           | 39           | 37           | 33           | 32           | 33           | 35           | 34           | 30           | 34           |
| Середня температура, °C | 23           | 26           | 30           | 33           | 34           | 32           | 29           | 28           | 29           | 30           | 27           | 24           | 29           |
| Середній мінімум, °C    | 17           | 20           | 23           | 26           | 28           | 27           | 25           | 24           | 25           | 25           | 21           | 17           | 23           |
| Абсолютний мінімум, °C  | 6            | 7            | 12           | 12           | 19           | 18           | 20           | 18           | 15           | 14           | 12           | 10           | 6            |
| Днів з дощем            | 1            | 0            | 0            | 1            | 2            | 3            | 6            | 7            | 5            | 2            | 0            | 0            | 27           |
| ----------------------- | ------------ | ------------ | ------------ | ------------ | ------------ | ------------ | ------------ | ------------ | ------------ | ------------ | ------------ | ------------ | ------------ |
| Джерело: Weatherbase    |              |              |              |              |              |              |              |              |              |              |              |              |              |

## Економіка і транспорт
Мопті є комерційним центром регіону і одним з найважливіших портів Малі. Рибальство, скотарство і землеробство (особливо виробництво рису) також продовжують відігравати важливу роль в місцевій економіці. Мопті є важливим туристичним центром Малі.
Пороми з'єднують Мопті з Тімбукту, Гао, Кулікоро і Дженне. Поромне сполучення здійснюється з серпня по грудень, коли рівень води в річці це дозволяє. Дванадцятикілометрова дамба з'єднує Мопті з містом Севаре, через який проходить національне шосе № 16 — асфальтована дорога, що сполучає Бамако і Гао. Крім того, у місті Севаре розташований аеропорт.

## Населення
За даними на 2013 рік чисельність населення міста становила 106 262 осіб. Переважають такі етнічні групи, як бамбара, бозо, догони, сонгаї та фульбе. Найбільш поширена мова — фула.
Динаміка чисельності населення міста по роках:
| 1976  | 1987  | 2013   |
| ----- | ----- | ------ |
| 53885 | 74771 | 106262 |

## Галерея

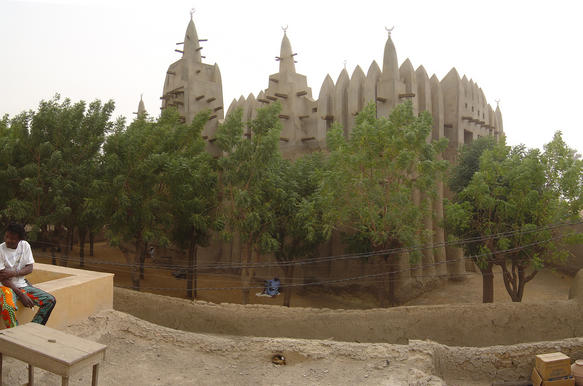
Мечеть в Мопті
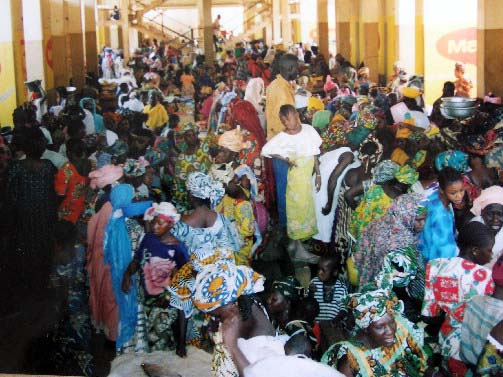
Жвавий ринок
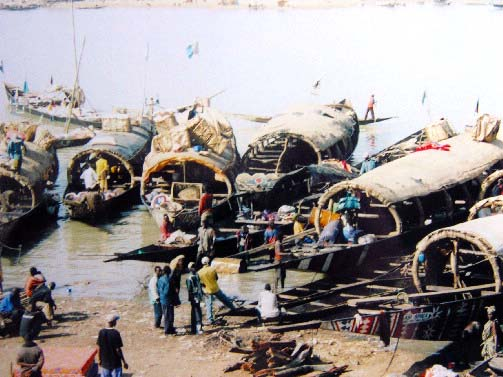
Човни в гавані
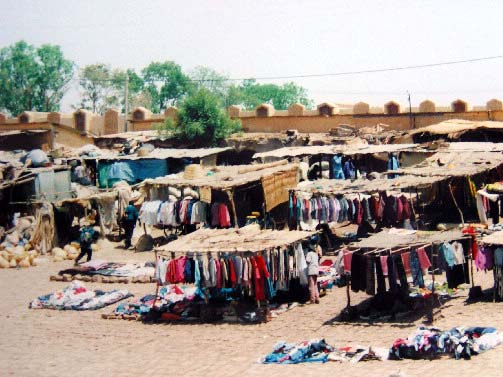
Ринок
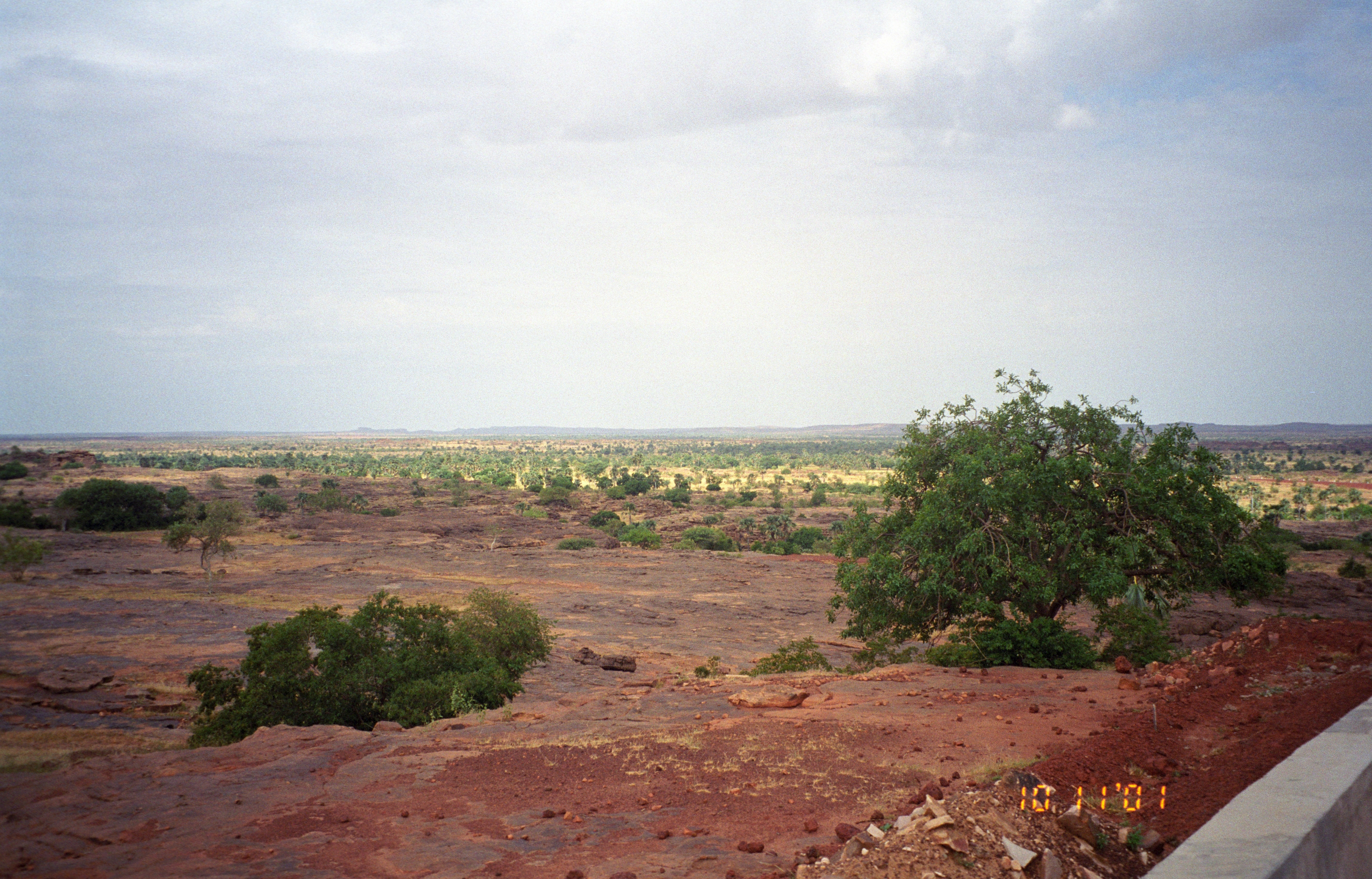
Сільська місцевість поблизу Севаре, комуна Мопті